# فاس البالی
فاس البالی (انگلیسی: Fes el Bali)، بخش تاریخی شهر فاس، دومین شهر بزرگ مراکش است. این شهر در دوره ادریسیان میان سال‌های ۷۸۹ تا ۸۰۸ میلادی تأسیس شد. این شهر به عنوان نخستین میراث ثبت‌شده مراکش در فهرست میراث جهانی یونسکو در سال ۱۹۸۱ ثبت شده است.